# Светско првенство у атлетици на отвореном 1999.
7. Светско првенство у атлетици на отвореном, под покровитељством ИААФ (Међународна асоцијација атлетских федерација), одржано је на Олимпијском стадиону у Севиљи, Шпанија између 21. и 29. августа 1999.
Конкуренција за града домаћина у Шпанији је била велика, јер је ово највећи међународни спортски догађај који се до тада одржао у Шпанији и избор је пао на Севиљу. На сатанку ИААФ у Торину марта 1997. одлучено је да организатор првенства буде Севиља. У конкуренцији су били: Њу Делхи, Хелсинки и Станфорд.
На првенству је учествовало 1.821. учесника из 201. земље што је највећи број учесника и земаља учесница до тада.
Такмичило се у 46 атлетских дисциплина 24 у мушкој и 22 у женској конкуренцији. Разлика је била дисциплинама 50 км ходање и 3.000 метара препреке у којима се тада жене нису такмичиле.
Дисциплине скок мотком и бацање кладива у женској конкуренцији биле су први пут на програму светских првенстава у атлетици.
На овом првенству постигнута су 2 светска рекорда, 11 континенталних, 93 национална, 9 рекорда светских првенстава и преко 100 личних рекорда, најбољих резултата у сезони.

## Земље учеснице
На Светском првенству на отвореном 1999. учествовало је 1.750 атлетичара из 200 земаља. Број спортиста одређене земље дат је у загради поред њеног имена.
| 1. Азербејџан (1) 2. Албанија (1) 3. Алжир (12) 4. Америчка Девичанска Острва (2) 5. Америчка Самоа (1) 6. Ангвила (1) 7. Ангола (2) 8. Андора (1) 9. Антигва и Барбуда (1) 10. Аргентина (6) 11. Аруба (1) 12. Аустралија (50) 13. Аустрија (10) 14. Барбадос (7) 15. Бахаме (14) 16. Белгија (11) 17. Белизе (1) 18. Белорусија (26) 19. Бенин (1) 20. Бермуди (1) 21. Боливија (2) 22. Босна и Херцеговина (2) 23. Боцвана (6) 24. Бразил (15) 25. Британска Девичанска Острва (1) 26. Брунеј (1) 27. Бугарска (11) 28. Буркина Фасо (1) 29. Бурунди (3) 30. Бутан (1) 31. Вануату (1) 32. Венецуела (1) 33. Вијетнам (2) 34. Габон (2) 35. Гамбија (1) 36. Гана (8) 37. Гвајана (2) 38. Гвам (1) 39. Гватемала (3) 40. Гвинеја (2) 41. Гвинеја Бисао (2) 42. Гибралтар (1) 43. Гренада (2) 44. Грузија (2) 45. Грчка (39) 46. Данска (7) 47. ДР Конго (2) 48. Доминика (2) 49. Доминиканска Република (2) 50. Египат (1) 51. Еквадор (2) 52. Екваторијална Гвинеја (2) 53. Еритреја (2) 54. Естонија (4) 55. Етиопија (25) 56. Замбија (3) 57. Зеленортска Острва (1) 58. Зимбабве (7) 59. Израел (11) 60. Индија (8) 61. Ирак (1) 62. Иран (1) 63. Ирска (19) 64. Исланд (4) 65. Италија (43) 66. Јамајка (28) 67. Јапан (44) | 1. Јемен (1) 2. Јерменија (1) 3. Јордан (2) 4. Југославија (7) 5. Јужна Кореја (8) 6. Јужноафричка Република (37) 7. Казахстан (16) 8. Кајманска Острва (1) 9. Камбоџа (1) 10. Камерун (12) 11. Канада (42) 12. Катар (3) 13. Кенија (26) 14. Кина (33) 15. Кинески Тајпеј (2) 16. Кипар (5) 17. Киргистан (3) 18. Кирибати (1) 19. Колумбија (4) 20. Комори (2) 21. Костарика (2) 22. Куба (27) 23. Кувајт (1) 24. Лаос (1) 25. Лесото (2) 26. Летонија (8) 27. Либан (2) 28. Либерија (8) 29. Либија (1) 30. Литванија (12) 31. Луксембург (1) 32. Мадагаскар (4) 33. Мађарска (28) 34. Македонија (1) 35. Малави (1) 36. Малдиви (1) 37. Малезија (2) 38. Мали (2) 39. Малта (2) 40. Мароко (25) 41. Маршалска Острва (1) 42. Мауританија (1) 43. Маурицијус (2) 44. Мексико (22) 45. Микронезија (1) 46. Мјанмар (1) 47. Мозамбик (1) 48. Молдавија (5) 49. Монако (1) 50. Монголија (2) 51. Монсерат (1) 52. Намибија (4) 53. Науру (1) 54. Немачка (85) 55. Непал (1) 56. Нигер (1) 57. Нигерија (22) 58. Никарагва (1) 59. Нови Зеланд (7) 60. Норвешка (14) 61. Обала Слоноваче (2) 62. Оман (1) 63. Острво Норфок (1) 64. Палау (2) 65. Палестина (2) 66. Панама (1) 67. Папуа Нова Гвинеја (2) | 1. Парагвај (1) 2. Перу (1) 3. Пољска (38) 4. Порторико (4) 5. Португалија (25) 6. Р. Конго (1) 7. Руанда (2) 8. Румунија (24) 9. Русија (83) 10. Салвадор (1) 11. Самоа (2) 12. Сан Марино (1) 13. Сао Томе и Принсипе (1) 14. Саудијска Арабија (8) 15. Свазиленд (2) 16. Света Луција (1) 17. Северна Кореја (2) 18. Северна Маријанска острва (1) 19. Сејшели (1) 20. Сенегал (10) 21. Сент Винсент и Гренадини (1) 22. Сент Китс и Невис (1) 23. Сијера Леоне (2) 24. Сингапур (2) 25. Сирија (2) 26. САД (119) 27. Словачка (8) 28. Словенија (15) 29. Соломонова Острва (1) 30. Сомалија (1) 31. Судан (1) 32. Суринам (1) 33. Тајланд (6) 34. Танзанија (3) 35. Таџикистан (2) 36. Того (1) 37. Тонга (2) 38. Тринидад и Тобаго (2) 39. Тунис (2) 40. Туркменистан 1 (0м + 1ж) 41. Турска (5) 42. Уганда (2) 43. Узбекистан (5) 44. Уједињени Арапски Емирати (1) 45. Уједињено Краљевство (59) 46. Украјина (31) 47. Уругвај (1) 48. Финска (29) 49. Фиџи (1) 50. Француска (69) 51. Француска Полинезија (1) 52. Хаити (2) 53. Холандија (11) 54. Холандски Антили (1) 55. Хонг Конг (1) 56. Хондурас (1) 57. Хрватска (4) 58. Централноафричка Република (2) 59. Чад (1) 60. Чешка (26) 61. Чиле (2) 62. Џибути (4) 63. Швајцарска (8) 64. Шведска (20) 65. Шпанија (74) 66. Шри Ланка (6) |

## Резултати такмичења

### Мушкарци
| Дисциплина              |                                                                                 | Резултат     |                                                                                            | Резултат   |                                                                                     | Резултат   |
| 100 м детаљи            | Морис Грин САД                                                                  | 9,80 РСП     | Брини Сирен Канада                                                                         | 9,84 =НР   | Двејн Чејмберс Уједињено Краљевство                                                 | 9,97 ЛР    |
| 200 м детаљи            | Морис Грин САД                                                                  | 19,90 ЛРС    | Клаудинеј да Силва Бразил                                                                  | 20,00 ЛР   | Франсис Обиквелу Нигерија                                                           | 20.11      |
| 400 м детаљи            | Мајкл Џонсон САД                                                                | 43,18 СР     | Сандерлеј Кларо Парела Бразил                                                              | 44,29 ЈАР  | Алехандро Карденас Мексико                                                          | 44,31 НР   |
| 800 м детаљи            | Вилсон Кипкетер Данска                                                          | 1:43,30      | Хезекијел Сепенг Јужноафричка Република                                                    | 1:43,32    | Ђабир Саид Герни Алжир                                                              | 1:44,18 НР |
| 1.500 м детаљи          | Хишам ел Геруж Мароко                                                           | 3:27,65 РСП  | Ноа Нгени Кенија                                                                           | 3:28,73 НР | Рејес Естевез Шпанија                                                               | 3:30,57 ЛР |
| 5.000 м детаљи          | Сала Хису Мароко                                                                | 12:58,13 РСП | Бенџамин Лимо Кенија                                                                       | 12:58,72   | Мохамед Мурит Белгија                                                               | 12:58,80   |
| 10.000 м детаљи         | Хаиле Гебрселасије Етиопија                                                     | 27:57,27     | Пол Тергат Кенија                                                                          | 27:58,56   | Асефа Мезгебу Етиопија                                                              | 27:59,15   |
| маратон детаљи          | Абел Антон Шпанија                                                              | 2:13:36      | Винченцо Модика Италија                                                                    | 2:14:03    | Нобујуки Сато Јапан                                                                 | 2:14:07    |
| 110 м препоне детаљи    | Колин Џексон Уједињено Краљевство                                               | 13,04 ЛРС    | Анијер Гарсија Куба                                                                        | 13,07 НР   | Двејн Рос САД                                                                       | 13,12 ЛР   |
| 400 м препоне детаљи    | Фабрицио Мори Италија                                                           | 47,72 СРС    | Стефан Дијагана Француска                                                                  | 48,12 ЛРС  | Марсел Шелберт Швајцарска                                                           | 48,13 НР   |
| 3.000 м препреке детаљи | Кристофер Косгеи Кенија                                                         | 8:11,76      | Вилсон Бојт Кипкетер Кенија                                                                | 8:12,09    | Али Езин Мароко                                                                     | 8:12,73    |
| 20 км ходање детаљи     | Иља Марков Русија                                                               | 1:23:34      | Џеферсон Перез Еквадор                                                                     | 1:24:19    | Данијел Гарсија Мексико                                                             | 1:24:31    |
| 50 км ходање детаљи     | Ивано Бруњети Италија                                                           | 3:47:541 ЛР  | Николај Матјухин Русија                                                                    | 3:48:18    | Курт Клаусен САД                                                                    | 3:50:55    |
| 4 х 100 метара детаљи   | САД Џон Драмонд Тим Монтгомери Брајан Луис Морис Грин                           | 37,59 СРС    | Уједињено Краљевство Џејсон Гарднер Дарен Кембел Марлон Девониш Двејн Чемберс Алин Кондон* | 37,73 ЕР   | Бразил Рафаел де Оливеира, Клаудинеј да Силва Едсон Рибеиро, Андре де Силва         | 38,052 ЈАР |
| 4 × 400 метара детаљи   | Пољска Томаш Чубак Роберт Маћковјак Јацек Боћан Пјотр Хачек Пјотр Длугосјелски* | 2:58.913 ЛРС | Јамајка Мајкл Макдоналд Грег Хотон Дени Макфарлејн Дејвиан Кларк Пакстон Коук* Омар Браун* | 2:59,34    | Јужноафричка Република Јопи ван Оутсхорн Хендрик Мокгањеци Адријан Бота Арно Малерб | 3:00,20 НР |
| Скок увис детаљи        | Вјачеслав Вороњин Русија                                                        | 2,37 СРС     | Марк Босвел Канада                                                                         | 2,35 НР    | Мартин Бус Немачка                                                                  | 2,32       |
| Скок мотком детаљи      | Максим Тарасов Русија                                                           | 6,02 РСП     | Дмитриј Марков Аустралија                                                                  | 5,90       | Александар Авербух Израел                                                           | 5,80 НР    |
| Скок удаљ детаљи        | Иван Педросо Куба                                                               | 8,56         | Јаго Ламела Шпанија                                                                        | 8,40       | Грегор Цанкар Словенија                                                             | 8,36       |
| Троскок детаљи          | Чарлс Фридек Немачка                                                            | 17.59 СРС    | Ростислав Димитров Бугарска                                                                | 17,49      | Џонатан Едвардс Уједињено Краљевство                                                | 17,48      |
| Бацање кугле * детаљи   | Си-Џеј Хантер САД                                                               | 21.79 ЛР     | Оливер-Свен Будер Немачка                                                                  | 21,42      | Олександар Багач Украјина                                                           | 21,26      |
| Бацање диска детаљи     | Ентони Вошингтон САД                                                            | 69,08 РСП    | Јирген Шулт Немачка                                                                        | 68,18      | Ларс Ридл Немачка                                                                   | 68,09      |
| Бацање кладива детаљи   | Карстен Кобс Немачка                                                            | 80,24        | Жолт Немет Мађарска                                                                        | 79,05      | Владислав Пискунов Украјина                                                         | 79,03      |
| Бацање копља детаљи     | Аки Парвиајнен Финска                                                           | 89,52        | Констадинос Гацијудис Грчка                                                                | 89,18      | Јан Железни Чешка                                                                   | 87,67      |
| Десетобој детаљи        | Томаш Дворжак Чешка                                                             | 8.744        | Дин Мејси Уједињено Краљевство                                                             | 8.556 ЛР   | Крис Хафинс САД                                                                     | 8.547      |

1 Првобитно је Герман Скуригин из Русије освојио златну медаљу на 50 км ходање са 3:44:23, али је у новембру 2001. дисквалификован јер је био позитиван на допинг тесту.
2 Штафета Нигерије (Иносент Асонзе, Франсис Обиквелу, Данијел Ефионг, Дежи Алиу) првобитно је освојила бронзану медаљу са 37,91, али је дисквалификована, 31. августа 2005, након што је утврђено да је Асонзе пропустио допинг тест у јуну 1999.
3Штафета САД (Џером Дејвис, Антонио Петигру, Анџело Тејлор, Мајкл Џонсон) првобитно је освојила златну медаљу са 2:56,45, али је дисквалификована у 2008, пошто је Антонио Петигру признао да је користио HGH и EPO између 1997 и 2003.
Легенда: СР = Светски рекорд, РСП = Рекорд светских првенстава, ЕР = Европски рекорд, ЈАР = Јужмоамерички рекорд, СРС = Светски рекорд сезоне (најбољи резултат сезоне на свету), ЛРС = Најбољи лични резултат сезоне, НР = Национални рекорд, ЛР = Лични рекорд

### Жене
| Дисциплина            | | Резултат     |                                                                                         | Резултат    |                                                                        | Резултат    |
| 100 м детаљи          | Мерион Џоунс САД | 10,70 РСП    | Ингер Милер САД                                                                         | 10,79       | Катерина Тану Грчка                                                    | 10,84       |
| 200 м детаљи          | Ингер Милер САД | 21,77 СРС    | Беверли Макдоналд Јамајка                                                               | 22,22       | Мерлин Фрејзер Јамајка Андреа Филип Немачка                            | 22,26       |
| 400 м детаљи          | Кети Фриман Аустралија                                                                                               | 49,67        | Анја Рикер Немачка                                                                      | 49,74 ЛР    | Лорејн Грејам-Фентон Јамајка                                           | 49,92 ЛР    |
| 800 м детаљи          | Лудмила Форманова Чешка                                                                                              | 1:56,68      | Марија Мутола Мозамбик                                                                  | 1:56,72     | Светлана Мастеркова Русија                                             | 1:56,93     |
| 1.500 м детаљи        | Светлана Мастеркова Русија                                                                                           | 3:59,53      | Реџина Џејкобс САД                                                                      | 4:00,35 ЛР  | Кутре Дулеша Етиопија                                                  | 4:00,96     |
| 5.000 м детаљи        | Габријела Сабо Румунија                                                                                              | 14:41,82 РСП | Зара Уазиз Мароко                                                                       | 14:43,15    | Ајелеч Ворку Етиопија                                                  | 14:44,22 ЛР |
| 10.000 м детаљи       | Гете Вами Етиопија                                                                                                   | 30:24,56 РСП | Пола Редклиф Уједињено Краљевство                                                       | 30:27,13 НР | Тегла Лоруп Кенија                                                     | 30:32,03 НР |
| Маратон детаљи        | Jong Song-Ok Северна Кореја                                                                                          | 2:26:59 НР   | Ari Ichihashi Јапан                                                                     | 2:27:02 ЛР  | Лидија Симон Румунија                                                  | 2:27:41     |
| 100 м препоне детаљи  | Гејл Диверс САД | 12,37 СРС    | Глори Алози Нигерија                                                                    | 12,44 АФР   | Људмила Енквист Шведска                                                | 12,47 НР    |
| 400 м препоне детаљи  | Daimí Pernía Куба | 52,89 СРС    | Nezha Bidouane Мароко                                                                   | 52,90 АФР   | Дион Хемингс Јамајка                                                   | 53,16       |
| 4 x 100 м детаљи      | Севатида Фајнс Чандра Старуп Полин Дејвис-Томпсон Деби Фергусон Eldece Clarke-Lewis* Бахами                          | 41,92 СРС    | Патрисија Жирар Мирјел Иртис Katia Benth Кристин Арон Fabé Dia* Француска               | 42,06 НР    | Ејлин Бејли Мерлин Фрејзер, Беверли Макдоналд Peta-Gaye Dowdie Јамајка | 42,15 ЛРС   |
| 4 x 400 м детаљи      | Татјана Чебикина Светлана Гончаренко Олга Котљарова Наталија Лазарова Наталија Шарова* Yekaterina Bakhvalova* Русија | 3:21,98 СРС  | Suziann Reid Мејсел Малон-Валас, Michelle Collins Џерл Мајлс Кларк Andrea Anderson* САД | 3:22,09 ЛРС | Анке Фелер Ута Ролендер Анја Рикер Грит Бројер Анја Книпел* Немачка    | 3:22,43 ЛРС |
| 20 км ходање детаљи   | Liu Hongyu Кина | 1:30:50      | Ванг Јен Кина                                                                           | 1:30:52     | Кери Саксби-Џана Аустралија                                            | 1:31:18 ЛРС |
| Скок увис детаљи      | Инга Бабакова Украјина                                                                                               | 1,99         | Јелена Јелесина Русија                                                                  | 1,99        | Светлана Лапина Русија                                                 | 1,99 ЛР     |
| Скок мотком детаљи    | Стејси Драгила САД                                                                                                   | 4,60 СР      | Анжела Балахонова Украјина                                                              | 4,55 ЕР     | Татијана Григоријева Аустралија                                        | 4,45        |
| Скок удаљ детаљи      | Нијурка Монталво Шпанија                                                                                             | 7,06 НР      | Фиона Меј Италија                                                                       | 6,94        | Мерион Џоунс САД                                                       | 6,83        |
| Троскок детаљи        | Параскева Циамита Грчка                                                                                              | 14,88        | Јамиле Алдама Куба                                                                      | 14,61       | Олга Васдеки Грчка                                                     | 14,61       |
| Бацање кугле детаљи   | Астрид Кумбернус Немачка                                                                                             | 19,85 ЛРС    | Надин Клајнерт Немачка                                                                  | 19,61 ЛР    | Светлана Кривељова Русија                                              | 19,43       |
| Бацање диска детаљи   | Франка Дич Немачка                                                                                                   | 68,14        | Анастасија Клесиду Грчка                                                                | 66,05       | Николета Грасу Румунија                                                | 65,35       |
| Бацање кладива детаљи | Михаела Мелинте Румунија                                                                                             | 75,20        | Олга Кузенкова Русија                                                                   | 72,56       | Лиса Мисипека Америчка Самоа                                           | 66,06       |
| Бацање копља детаљи   | Мирела Мањани Грчка                                                                                                  | 67,09 ЛР     | Татјана Шиколенко Русија                                                                | 66,37 ЛР    | Трине Хатестад Норвешка                                                | 66,06       |
| Седмобој детаљи       | Јунис Барбер Француска                                                                                               | 6.861 ЛР     | Дениз Луис Уједињено Краљевство                                                         | 6.724       | Гада Шуа Сирија                                                        | 6.500       |

Легенда: СР = Светски рекорд, РСП = Рекорд светских првенстава, ЕР = Европски рекорд, ЈАР = Јужмоамерички рекорд, СРС = Светски рекорд сезоне (најбољи резултат сезоне на свету), ЛРС = Најбољи лични резултат сезоне, НР = Национални рекорд, ЛР = Лични рекорд

## Биланс медаља
| Медаље земље домаћина |

|             | Држава               |    |    |    |    |
| ----------- | -------------------- | -- | -- | -- | -- |
| 1.          | Сједињене Државе     | 6  | 0  | 3  | 9  |
| 2.          | Русија               | 3  | 1  | 0  | 4  |
| 3.          | Немачка              | 2  | 2  | 2  | 6  |
| 4.          | Италија              | 2  | 1  | 0  | 3  |
| 5.          | Мароко               | 2  | 0  | 1  | 3  |
| 6.          | Кенија               | 1  | 4  | 0  | 5  |
| 7.          | Уједињено Краљевство | 1  | 2  | 2  | 5  |
| 8.          | Шпанија              | 1  | 1  | 1  | 3  |
| 9.          | Куба                 | 1  | 1  | 0  | 2  |
| 10.         | Чешка                | 1  | 0  | 1  | 2  |
| 10.         | Етиопија             | 1  | 0  | 1  | 2  |
| 12.         | Данска               | 1  | 0  | 0  | 1  |
| 12.         | Финска               | 1  | 0  | 0  | 1  |
| 12.         | Пољска               | 1  | 0  | 0  | 1  |
| 15.         | Бразил               | 0  | 2  | 1  | 3  |
| 16.         | Канада               | 0  | 2  | 0  | 2  |
| 17.         | Јужна Африка         | 0  | 1  | 1  | 2  |
| 18.         | Аустралија           | 0  | 1  | 0  | 1  |
| 18.         | Бугарска             | 0  | 1  | 0  | 1  |
| 18.         | Еквадор              | 0  | 1  | 0  | 1  |
| 18.         | Француска            | 0  | 1  | 0  | 1  |
| 18.         | Грчка                | 0  | 1  | 0  | 1  |
| 18.         | Јамајка              | 0  | 1  | 0  | 1  |
| 18.         | Мађарска             | 0  | 1  | 0  | 1  |
| 25.         | Мексико              | 0  | 0  | 2  | 2  |
| 25.         | Украјина             | 0  | 0  | 2  | 2  |
| 27.         | Алжир                | 0  | 0  | 1  | 1  |
| 27.         | Белгија              | 0  | 0  | 1  | 1  |
| 27.         | Израел               | 0  | 0  | 1  | 1  |
| 27.         | Јапан                | 0  | 0  | 1  | 1  |
| 27.         | Нигерија             | 0  | 0  | 1  | 1  |
| 27.         | Словенија            | 0  | 0  | 1  | 1  |
| 27.         | Швајцарска           | 0  | 0  | 1  | 1  |
| Укупно (33) | Укупно (33)          | 24 | 24 | 24 | 72 |

|             | Држава               |    |    |    |    |
| ----------- | -------------------- | -- | -- | -- | -- |
| 1.          | Сједињене Државе     | 4  | 3  | 1  | 8  |
| 2.          | Русија               | 2  | 3  | 3  | 8  |
| 3.          | Грчка                | 2  | 1  | 2  | 5  |
| 3.          | Немачка              | 2  | 2  | 2  | 6  |
| 5.          | Румунија             | 2  | 0  | 2  | 4  |
| 6.          | Француска            | 1  | 1  | 0  | 2  |
| 6.          | Кина                 | 1  | 1  | 0  | 2  |
| 6.          | Куба                 | 1  | 1  | 0  | 2  |
| 6.          | Украјина             | 1  | 1  | 0  | 2  |
| 10.         | Аустралија           | 1  | 0  | 2  | 3  |
| 10.         | Етиопија             | 1  | 0  | 2  | 3  |
| 12.         | Бахами               | 1  | 0  | 0  | 1  |
| 12.         | Чешка                | 1  | 0  | 0  | 1  |
| 12.         | Северна Кореја       | 1  | 0  | 0  | 1  |
| 12.         | Шпанија              | 1  | 0  | 0  | 1  |
| 16.         | Мароко               | 0  | 2  | 0  | 2  |
| 16.         | Уједињено Краљевство | 0  | 2  | 0  | 2  |
| 18.         | Јамајка              | 0  | 1  | 4  | 5  |
| 19.         | Италија              | 0  | 1  | 0  | 1  |
| 19.         | Јапан                | 0  | 1  | 0  | 1  |
| 19.         | Нигерија             | 0  | 1  | 0  | 1  |
| 19.         | Мозамбик             | 0  | 1  | 0  | 1  |
| 23.         | Кенија               | 0  | 0  | 1  | 1  |
| 23.         | Америчка Самоа       | 0  | 0  | 1  | 1  |
| 23.         | Норвешка             | 0  | 0  | 1  | 1  |
| 23.         | Сирија               | 0  | 0  | 1  | 1  |
| 23.         | Шведска              | 0  | 0  | 1  | 1  |
| Укупно (27) | Укупно (27)          | 22 | 22 | 23 | 67 |

### Биланс медаља, укупно
|             | Држава               |    |    |    |     |
| ----------- | -------------------- | -- | -- | -- | --- |
| 1.          | Сједињене Државе     | 10 | 3  | 4  | 17  |
| 2.          | Русија               | 5  | 4  | 3  | 12  |
| 3.          | Немачка              | 4  | 4  | 4  | 12  |
| 4.          | Грчка                | 2  | 2  | 2  | 6   |
| 5.          | Мароко               | 2  | 2  | 1  | 5   |
| 6.          | Куба                 | 2  | 2  | 0  | 4   |
| 6.          | Италија              | 2  | 2  | 0  | 4   |
| 8.          | Шпанија              | 2  | 1  | 1  | 4   |
| 9.          | Етиопија             | 2  | 0  | 3  | 5   |
| 10.         | Румунија             | 2  | 0  | 2  | 4   |
| 11.         | Чешка                | 2  | 0  | 1  | 3   |
| 12.         | Уједињено Краљевство | 1  | 4  | 2  | 7   |
| 13.         | Кенија               | 1  | 4  | 1  | 6   |
| 14.         | Француска            | 1  | 2  | 0  | 3   |
| 15.         | Аустралија           | 1  | 1  | 2  | 4   |
| 15.         | Украјина             | 1  | 1  | 2  | 4   |
| 17.         | Кина                 | 1  | 1  | 0  | 2   |
| 18.         | Бахами               | 1  | 0  | 0  | 1   |
| 18.         | Данска               | 1  | 0  | 0  | 1   |
| 18.         | Финска               | 1  | 0  | 0  | 1   |
| 18.         | Северна Кореја       | 1  | 0  | 0  | 1   |
| 18.         | Пољска               | 1  | 0  | 0  | 1   |
| 23.         | Јамајка              | 0  | 2  | 4  | 6   |
| 24.         | Бразил               | 0  | 2  | 1  | 3   |
| 25.         | Канада               | 0  | 2  | 0  | 2   |
| 26.         | Јапан                | 0  | 1  | 1  | 2   |
| 26.         | Нигерија             | 0  | 1  | 1  | 2   |
| 26.         | Јужна Африка         | 0  | 1  | 1  | 2   |
| 29.         | Бугарска             | 0  | 1  | 0  | 1   |
| 29.         | Еквадор              | 0  | 1  | 0  | 1   |
| 29.         | Мађарска             | 0  | 1  | 0  | 1   |
| 29.         | Мозамбик             | 0  | 1  | 0  | 1   |
| 33.         | Мексико              | 0  | 0  | 2  | 2   |
| 34.         | Алжир                | 0  | 0  | 1  | 1   |
| 34.         | Америчка Самоа       | 0  | 0  | 1  | 1   |
| 34.         | Белгија              | 0  | 0  | 1  | 1   |
| 34.         | Израел               | 0  | 0  | 1  | 1   |
| 34.         | Норвешка             | 0  | 0  | 1  | 1   |
| 34.         | Словенија            | 0  | 0  | 1  | 1   |
| 34.         | Шведска              | 0  | 0  | 1  | 1   |
| 34.         | Швајцарска           | 0  | 0  | 1  | 1   |
| 34.         | Сирија               | 0  | 0  | 1  | 1   |
| Укупно (42) | Укупно (42)          | 46 | 46 | 47 | 139 |

## Рекорди
У току светског првенства постигнуто је више разних рекорда од којих су најзначајнији: 2 светска, 10 континенталних, 9 рекорда светских првенстава, 93 национална рекорда, и преко 100 личних рекорда и исто толико, најбољих резултата у сезони.

### Светски рекорд (2)
| Датум            | Дисциплина    | Нови рекорд                       | Нови рекорд  | Стари рекорд                    | Стари рекорд | Стари рекорд      |
| ---------------- | ------------- | --------------------------------- | ------------ | ------------------------------- | ------------ | ----------------- |
| Датум            | Дисциплина    | Атлетичари                        | Резултат     | Атлетичари                      | Резултат     | Датум             |
| 26. август 1999. | 400 м, М      | Мајкл Џонсон · Сједињене Државе   | 43,18 Финале | Мајкл Џонсон · Сједињене Државе | 43,68        | 12. август 1998.  |
| 21. август 1999. | скок мотком Ж | Стејси Драгила · Сједињене Државе | =4,60 Финале | Ема Џорџ · Аустралија           | 4,60         | 20. фебруар 1999. |

### Континентални рекорди (10)
| Датум            | Дисциплина           | Нови рекорд | Нови рекорд                                                                         | Нови рекорд | Стари рекорд               | Стари рекорд | Стари рекорд        |
| ---------------- | -------------------- | ----------- | ----------------------------------------------------------------------------------- | ----------- | -------------------------- | ------------ | ------------------- |
| Датум            | Дисциплина           | Рекорд      | Атлетичари                                                                          | Резултат    | Атлетичари                 | Резултат     | Датум               |
| 21. август 1999. | Скок мотком, Ж       | ЕР          | Анжела Балахонова Украјина                                                          | =4,55       | Анжела Балахонова Украјина | 4,55 м       | 3. јул 1999.        |
| 21. август 1999. | Скок увис, М         | АФР         | Абдерахмане Хамад Алжир                                                             | 2,29        |                            |              |                     |
| 25. август 1999. | 400 м препоне Ж      | АФР         | Nezha Bidouane, Мароко                                                              | 52,90       | Nezha Bidouane, Мароко     | 52,96        | 11. септембар 1998. |
| 26. август 1999. | 400 м, М             | ЈАР         | Sanderlei Claro Parrela, Бразил                                                     | 44,29       |                            |              |                     |
| 26. август 1999. | Бацање копља, Ж      | АЗР         | Wei Jianhua, Кина                                                                   | 61,39       |                            |              |                     |
| 28. август 1999. | 100 м препоне, Ж     | АФР         | Глори Алози, Нигерија                                                               | =12,44      | Глори Алози, Нигерија      | 12,44        | 28. август 1998.    |
| 28. август 1999. | Бацање копља, Ж      | АЗР         | Wei Jianhua, Кина                                                                   | 62,97       | Wei Jianhua, Кина          | 61,39 м      | 26. август 1999.    |
| 28. август 1999. | Скок удаљ М          | ОРК         | Џај Торима, Аустралија                                                              | 8,35        |                            |              |                     |
| 29. август 1999. | штафета 4 х 100 м, М | ЕР          | Џејсон Гарднер, Дарен Кембел · Марлон Девониш, Двејн Чемберс · Уједињено Краљевство | 37,73       |                            |              |                     |
| 29. август 1999. | штафета 4 х 100 м, М | ЈАР         | Рафаел де Оливеира, Клаудинеј да Силва · Едсон Рибеиро, Андре де Силва, Бразил      | 38,05       |                            |              |                     |

### Рекорди светских првенстава на отвореном (9)
| Датум            | Дисциплина     | Нови рекорд                        | Нови рекорд | Стари рекорд                  | Стари рекорд | Стари рекорд       |
| ---------------- | -------------- | ---------------------------------- | ----------- | ----------------------------- | ------------ | ------------------ |
| Датум            | Дисциплина     | Атлетичари                         | Резултат    | Атлетичари                    | Резултат     | Датум              |
| 22. август 1999. | 100 м М        | Морис Грин, Сједињене Државе       | 9,80        | Карл Луис, Сједињене Државе   | 9,86         | 25. август 1991.   |
| 21. август 1999. | 100 м Ж        | Мерион Џоунс, Сједињене Државе     | 10,76       | Гејл Диверс, Сједињене Државе | 10,82 м      | 16. август 1993.   |
| 22. август 1999. | 100 м Ж        | Мерион Џоунс, Сједињене Државе     | 10,70       | Гејл Диверс, Сједињене Државе | 10,76 м      | 21. август 1999.   |
| 24. август 1999. | 1.500 м М      | Хишам ел Геруж, Мароко             | 3:27,65     | Нуредин Морсели, Алжир        | 3:32,84      | 1. септембар 1991. |
| 24. август 1999. | 10.000 м Ж     | Гете Вами, Алжир                   | 30:24,56    | Ванг Ђунсја, Кина             | 30:49,30     | 21. август 1995.   |
| 24. август 1999. | Бацање диска М | Ентони Вашингтон, Сједињене Државе | 69,08       | Јирген Шулт, Немачка          | 68,74        | 4. септембар 1997. |
| 26. август 1999. | Скок мотком М  | Максим Тарасов, Русија             | 6,02        | Сергеј Бупка, Украјина        | 6,01         | 10. август 1997.   |
| 27. август 1999. | 5.000 м Ж      | Габријела Сабо, Румунија           | 14:41,82    | Соња О'Саливан, Ирска         | 14:46,47     | 12. август 1995.   |
| 28. август 1999. | 5.000 м М      | Сала Хису, Мароко                  | 12:58,13    | Јобес Ондијеки, Кенија        | 13:14,45     | 1. септембар 1991. |